# Ефенділер (Кубатлинський район)
Ефенділер (азерб. Əfəndilər) — село в Нагірному Карабасі, Кубатлинському районі Азербайджану.
Село розташовано на лівому березі річки Акарі, за 54 км на південь від міста Бердзора.